# 1935 dans les chemins de fer
Chronologie des chemins de fer
1934 dans les chemins de fer - 1935 - 1936 dans les chemins de fer

## Évènements

### Janvier
- 14 janvier, France : fermeture au trafic voyageur des lignes Dax-Amou et Dax-Peyrehorade. (Compagnie des Tramways à Vapeur de la Chalosse et du Béarn)

### Avril
- 28 avril, France : ouverture de la première section de la ligne 11 du métro de Paris, entre Châtelet et la Porte des Lilas.

### Mai
- 23 mai, France : inauguration de la nouvelle gare maritime du Havre, œuvre de l'architecte Urbain Cassan, à l'occasion du premier voyage du paquebot Normandie

### Juin
- 30 juin, France : fermeture et déclassement de la ligne de Bordeaux à Cadillac. (Tramway de Bordeaux à Cadillac)

### Octobre
- 25 octobre, France : fermeture du Chemin de fer du Mont-Revard au trafic voyageurs.